# أوسوماتسو-كون: هاشاميشا غيكجو
أوسوماتسو-كون: هاشاميشا غيكجو (باليابانية: おそ松くん はちゃめちゃ劇場) ، هي لعبة فيديو كوميدية أنتجها شركة سيجا اليابانية عام 1988م ، وهي أحد الألعاب الأولى الحصرية باليابان تنتج لنظام ميجا درايف ، وهي لعبة من نوع منصات.

## مراحل اللعبة
تبدأ المرحلة الأولى عن الأماكن المخصصة للري والزراعة ومواجهة أعدائه عن طريق قيام الفتى بحمل سلاح النباطة أو مقلاع ، وتكمل في المرحلة الثانية عن الغابة ، وفي المرحلة الثالثة والأخيرة يرجع بطل اللعبة الفتى إلى العصر الحجري ، وتنتهي اللعبة بعرض مسرحي هزلي.